# Sambava Airport
Sambava Airport är en flygplats i Madagaskar. Den ligger i den nordöstra delen av landet, 600 km nordost om huvudstaden Antananarivo. Sambava Airport ligger 6 meter över havet.
Terrängen runt Sambava Airport är platt. Havet är nära Sambava Airport åt nordost.  Närmaste större samhälle är Sambava, 1,6 km nordväst om Sambava Airport. 